# 松尾聰 (実業家)
松尾 聰（まつお さとし、1935年12月28日 - 2020年7月3日）は、日本の実業家。カルビー代表取締役社長や、代表取締役会長を務めた。一般社団法人グリーン・ファミリー代表理事である。

## 人物・経歴
広島市生まれ。1954年広島県立広島国泰寺高等学校卒業。1958年広島大学工学部卒業。竹林守元マツダ代表取締役会長は高校の同期。カルビー創業者松尾孝の長男で、1987年から第2代カルビー代表取締役社長を務めた。1992年カルビー代表取締役会長。2001年会長退任。一般社団法人グリーン・ファミリー代表理事も務め、2014年には母校広島大学に給付型奨学金・グリーン・ウィング教育奨学金を設立した。2020年没。

## 親族
カルビー創業者松尾孝は父。カルビータナワット社長の松尾篤は長男。